# ラインムート第1彗星
ラインムート第1彗星(30P/Reinmuth)は、1928年2月22日にハイデルベルクのケーニッヒシュトゥール天文台でカール・ラインムートによって発見された太陽系の周期彗星である。
最初に行われた軌道の計算で、周期25年とされたが、後に7年に修正され、1915年に失われたテイラー彗星と同一のものではないかと疑われた。しかしジョージ・ファン・ビースブルックによる再計算で、これらは別のものであると確定された。
1935年の接近の際は良い条件での観測が出来なかったが、1937年に木星付近を通過し、近日点距離と公転周期が大きくなった。計算ミスにより1942年の回帰は観測されなかったが、それ以来は回帰のたびに毎回観測されている。
核は直径7.8kmと推定されている。